# Yannick Agnel
Yannick Agnel (Nîmes, 9 de junho de 1992) é um nadador francês, medalhista olímpico.
Nos Jogos Olímpicos de Londres 2012, ganhou a medalha de ouro nos 200 metros nado livre e pelo revezamento 4x100 m livre da França.
Na prova dos 200 m livre estabeleceu o tempo de 1min43s14, sendo até hoje (2019) a melhor marca pós-trajes tecnológicos da prova.